# بددرن
بددرن (به انگلیسی: Bodedern) یک روستا در بریتانیا است که در Bodedern Community واقع شده‌است. بددرن ۱٬۰۵۱ نفر جمعیت دارد.